# Mohamed Mokrani (handball)
Pour les articles homonymes, voir Mokrani.
Mohamed Mokrani né le 31 janvier 1981 à Ivry-sur-Seine, est un joueur de handball franco-algérien. Il joue au poste de pivot au club de l'US Créteil et dans la sélection algérienne.

## Carrière

### En clubs
Mohamed Aski Mokrani évolue au début de sa carrière au club d'Ivry, sa ville natale. Avec ce club, il remporte en 2007 le championnat de France. Mokrani quitte son « club de cœur » en 2008 pour rejoindre le Dunkerque Handball Grand Littoral.
Rejoignant effectivement le club dunkerquois, il est diminué en 2010 par une blessure au dos qui l'empêche de jouer pendant 7 mois. Devenu un élément clé du dispositif de Yérime Sylla puis de Patrick Cazal, il remporte avec Dunkerque les quatre trophées nationaux : la Coupe de France en 2010-2011, le Trophée des champions en 2012, la Coupe de la Ligue en 2012-2013 et son deuxième titre de champion de France en 2014. Il participe ainsi régulièrement aux coupes d'Europe, que ce soit la Ligue des champions ou la Coupe EHF dont il atteint la finale en 2012. 
Puis, en 2015, un accord oral est conclu en début d'année entre le club et son capitaine pour une prolongation de deux saisons. Mais des soucis budgétaires ne permettent finalement pas au club d'honorer sa proposition, au grand dam de Mokrani qui ressent alors « beaucoup de colère et de déception» du fait du manque de communication du club à ce sujet. À la recherche d'un nouveau club, il retourne en région parisienne où il a signé un contrat de 2 ans en faveur de l'Union sportive de Créteil. Il met un terme à sa carrière à l'issue de la saison 2016-2017 ponctuée par une relégation du club en Division 2.
Pour la saison 2017-2018, il signe au Hazebrouck HB 71, club promu en Nationale 1, avec son ancien coéquipier de l'USDK, Sébastien Bosquet.

### En sélection nationale
En sélection nationale, Mokrani connait les sélections jeunes puis porte à deux reprises le maillot de l'équipe de France en 2008sans toutefois être retenu dans des compétitions internationales. Il annonce en fin d'année 2010 rejoindre la sélection algérienne, pays de ses deux parents. Avec l'Algérie, il dispute notamment trois championnats du monde en 2011, 2013 et 2015 ainsi que le Championnat d'Afrique des nations en 2012 et 2014 qu'il remporte.

## Palmarès

### En club
- Vainqueur du Championnat de France en 2006-2007 et 2013-2014.
- Vainqueur de la Coupe de France en 2010-2011.
- Vainqueur de la Coupe de la Ligue en 2012-2013.
- Vainqueur du Trophée des champions en 2012[11].
- Finaliste de la Coupe EHF 2011-2012.
- Finaliste de la Coupe de France en 2005-2006
- Finaliste de la Coupe de la Ligue en 2006-2007
- Finaliste du Trophée des champions en 2013 [12]. 2014

### Sélection nationale
Championnats du monde
- 15e place au championnat du monde 2011 ( Suède)
- 17e place au championnat du monde 2013 ( Espagne)
- 24e place au championnat du monde 2015 ( Qatar)

Championnats d'Afrique des nations
- Médaille d'argent au championnat d'Afrique 2012 ( Maroc)
- Médaille d'or au championnat d'Afrique 2014 ( Algérie)
- Demi-finaliste au  Championnat d'Afrique 2016 ( Égypte)

### Distinctions individuelles
- élu meilleur pivot du championnat de France en 2008[13]
- élu meilleur pivot du championnat d'Afrique 2014

## Statistiques en championnat de France
| Saison  | Div.   | Club          | MJ  | Buts | Tirs | %       | 7m | Champ | 2 min | Moy. |
| ------- | ------ | ------------- | --- | ---- | ---- | ------- | -- | ----- | ----- | ---- |
| 2001/02 | Div. 1 | US Ivry       | 028 | 041  | ?    | ?,? %   | 0  | 041   | ?     | 1,5  |
| 2002/03 | Div. 1 | US Ivry       | 026 | 032  | ?    | ?,? %   | 0  | 032   | ?     | 2    |
| 2003/04 | Div. 1 | US Ivry       | 014 | 030  | ?    | ?,? %   | 0  | 030   | ?     | 2,14 |
| 2004/05 | Div. 1 | US Ivry       | 024 | 052  | 53   | 98,1 %  | 0  | 052   | 11    | 2,17 |
| 2005/06 | Div. 1 | US Ivry       | 026 | 076  | 86   | 88,4 %  | 2  | 074   | 15    | 2,92 |
| 2006/07 | Div. 1 | US Ivry       | 026 | 058  | 62   | 93,6 %  | 0  | 058   | 13    | 2,23 |
| 2007/08 | Div. 1 | US Ivry       | 018 | 060  | 62   | 96,8 %  | 0  | 060   | 9     | 3,33 |
| 2008/09 | Div. 1 | Dunkerque HGL | 026 | 080  | 88   | 90,91 % | 0  | 080   | 14    | 3,08 |
| 2009/10 | Div. 1 | Dunkerque HGL | 012 | 042  | 44   | 95,45 % | 0  | 042   | 9     | 3,50 |
| 2010/11 | Div. 1 | Dunkerque HGL | 023 | 081  | 86   | 94,19 % | 0  | 081   | 11    | 3,52 |
| 2011/12 | Div. 1 | Dunkerque HGL | 025 | 075  | 105  | 71,43 % | 0  | 075   | 21    | 3,00 |
| 2012/13 | Div. 1 | Dunkerque HGL | 026 | 063  | 80   | 78,75 % | 0  | 063   | 11    | 2,42 |
| 2013/14 | Div. 1 | Dunkerque HGL | 023 | 024  | 34   | 70,59 % | 0  | 024   | 11    | 1,04 |
| 2014/15 | Div. 1 | Dunkerque HGL | 026 | 034  | 46   | 73,91 % | 0  | 034   | 17    | 1,50 |
| 2015/16 | Div. 1 | US Créteil    | 25  | 38   | 51   | 74,51 % | 0  | 038   | 15    | 0,0  |
| 2016/17 | Div. 1 | US Créteil    | 20  | 33   | 42   | 78,57 % | 0  | 33    | 14    | 1,6  |
| Total   | Total  | Total         | 368 | 819  | 839  | 85,33 % | 2  | 817   | 171   | 2,22 |

- Vainqueur du Championnat de France
- Vainqueur de la Coupe de France
- Vainqueur de la Coupe de la Ligue
- Vainqueur du Trophée des champions
- Vainqueur du Championnat de France et Championnat d'Afrique